# هنري تومسون ستانتون
هنري تومسون ستانتون هو محامي وشاعر وسياسي أمريكي، ولد في 1834، وتوفي في 8 مايو 1898.